# Trikaya
Trikaya (Sanskriet voor drie lichamen) is een centraal concept in het Mahayana-boeddhisme. Het concept werd voor het eerst uiteengezet in de Saddharma Pundarika Sutra (de lotussoetra) in de 1e eeuw v.Chr.
Het begrip Trikaya lijkt veel op de drievuldigheid in het christendom, waarbij dharmakaya (Tibetaans: choeku, lichaam van waarheid) overeenkomt met god, sambhogakaya (Tibetaans: longku, lichaam van vreugde) met de heilige geest en nirmanakaya (Tibetaans: tulku, lichaam van verschijning) met Jezus als zoon van god.